# 에이브러햄 링컨의 대통령직 인수
에이브러햄 링컨의 대통령직 인수는 그가 1860년 미국 대통령 선거에서 승리하여 미국의 대통령 당선인이 되었을 때 시작되었고, 링컨이 1861년 3월 4일 취임하면서 종료되었다.
링컨이 대통령 당선인이 된 직후 1860~61년의 탈퇴 위기가 시작되었다. 이는 역대 대통령 당선인 중 그가 취임하는 동안 직면한 가장 어려운 위기로 널리 간주되어 왔다. 링컨은 인수 기간 대부분을 남부의 탈퇴를 막기 위해 노력했다.
인수 기간 동안 링컨 대통령 당선인은 내각 구성원을 선정하고 남부 주들의 탈퇴를 막으려고 시도했다. 링컨은 고향인 스프링필드 (일리노이주)를 떠나 워싱턴 D.C. (미국의 수도)로 향하면서 감동적인 고별 연설을 했다. 그의 워싱턴 D.C. 여행은 잠재적인 암살 시도 (볼티모어 음모)를 피하기 위해 비밀리에 진행되었다.
남북 전쟁 발발과 이를 진압하려는 퇴임 행정부의 상대적인 무대응으로 인해 뷰캐넌과 링컨 행정부 간의 전환은 미국 역사상 최악의 전환으로 자주 묘사된다.

## 링컨의 선거 승리
1860년 11월 6일 열린 대통령 선거에서 링컨은 제16대 대통령으로 선출되었다. 선거 다음 날인 11월 7일까지 신문들은 링컨이 선거에서 승리했다고 보도하기 시작했다. 그의 강력한 선거인단 승리는 전적으로 북부와 서부 주에서의 승리 덕분이었다. 남부 노예주 15개 중 10개 주에서는 그에게 투표가 이루어지지 않았고, 그는 남부 전체 996개 카운티 중 단 두 곳에서만 승리했다.

## 탈퇴 위기
남부는 링컨의 당선에 격분했고, 이에 대응하여 탈퇴주의자들은 1861년 3월 그가 취임하기 전에 연방을 떠나려는 계획을 실행했다. 그의 승리 이후, 모든 노예주들은 탈퇴를 고려하기 시작했다. 이 주들의 탈퇴 움직임은 전적으로 링컨 행정부가 (링컨의 연방 공무원, 지방 검사, 보안관, 우체국장, 남부 주 판사 임명을 포함하여) 노예제 제도를 위협할 것이라는 우려에 의해 촉발되었다.
링컨은 1861년 3월 4일까지 취임할 예정이 아니었으므로, 그 때까지는 남부에 우호적이었던 펜실베이니아 출신의 "더우페이스"인 현직 민주당 대통령 제임스 뷰캐넌이 나라를 이끌었다. 뷰캐넌 대통령은 탈퇴가 불법이라고 선언했지만, 정부가 이를 저지할 권한이 없다고 주장했다. 링컨은 탈퇴 위기가 고조되는 동안 공식적인 행동을 취할 권한이 없었다.
 그럼에도 불구하고 링컨은 끊임없는 조언에 시달렸다. 많은 사람들은 그가 남부에 그들의 이익이 위협받지 않고 있음을 안심시켜주기를 원했다. 노예 소유주의 권리에 대한 부드러운 말이 공화당 지지층을 멀어지게 하고, 연방의 불멸에 대한 강력한 입장이 남부인들을 더욱 격분시킬 것이라는 점을 깨달은 링컨은 침묵 정책을 선택했다. 그는 남부에 대한 어떠한 명백한 행동이나 위협 없이 충분한 시간이 주어진다면 남부 연방주의자들이 승리하여 그들의 주를 연방으로 되돌릴 것이라고 믿었다. 그와 연락을 취한 남부 상인의 제안에 따라 링컨은 라이먼 트럼불 상원 의원이 자신의 공개 연설에 삽입할 자료를 제공함으로써 남부에 간접적으로 호소했다. 공화당은 트럼불의 연설을 칭찬했고, 민주당은 비난했으며, 남부는 대체로 이를 무시했다.
1860년 12월, 하원과 상원은 모두 전개되는 위기에 대처하기 위한 특별 위원회를 구성했다. 링컨은 도망 노예, 워싱턴 D.C.의 노예제, 국내 노예 무역과 같은 문제에 대해 협상의 여지가 있다는 것을 여러 의원들에게 전달했다. 그러나 그는 영토로의 노예제 확장을 허용하는 어떠한 것에도 단호히 반대한다는 점을 분명히 했다. 12월 6일, 링컨은 하원 특별 위원회의 공화당원인 올랜도 켈로그 의원에게 편지를 써서 노예제 확장과 관련하여 "어떤 타협 제안도 받아들이지 말아야 한다. 즉시 그렇게 한다면, 그들은 우리를 다시 지배할 것이고, 우리의 모든 노력은 헛수고가 될 것이며, 조만간 다시 해야 할 것이다. 더글러스는 분명히 자신의 [인민 주권]을 다시 도입하려고 할 것이다. 그런 것은 하지 마라. 싸움은 이제 시작되어야 하며, 나중보다 지금이 낫다."라고 썼다.
12월에 설립된 특별 위원회 중 하나는 1860년 12월 4일에 설립된 33인 위원회였다. 33개 주에서 온 의원들로 구성된 이 위원회는 도망노예법의 집행, 뉴멕시코주의 노예주로서의 승인, 북부 주들의 인신보호법 (도망 노예의 송환을 막는 법) 폐지, 노예제에 대한 간섭을 금지하는 헌법 개정안 통과를 권고했다. 링컨은 이 모든 제안을 거부했다.
12월 중순, 켄터키주 상원의원이자 상원 특별 위원회 위원장인 존 J. 크리텐덴은 크리텐덴 타협으로 알려진 여섯 가지 헌법 개정안 패키지를 제안했다. 이 타협은 36°30′선 남쪽 연방 영토에서는 노예제를 보호하고 그 위도 북쪽 영토에서는 노예제를 금지하며, 새로 편입되는 주들은 그 경계 내에서 노예제의 지위를 결정하도록 할 것이었다. 의회는 어떤 주 (또는 워싱턴 D.C.)에서도 노예제를 폐지하거나 국내 노예 무역에 간섭하는 것이 금지될 것이었다. 수어드의 압력에도 불구하고 링컨과 그의 공화당은 당의 영토 내 자유토지 강령에 위배되는 이 타협을 지지하기를 거부했다. 여전히 영토로의 노예제 확장에 반대했던 링컨은 공화당 상원의원들에게 비밀리에 이 타협에 반대할 것을 요청했고, 이는 의회를 통과하지 못했다. 링컨은 "우리가 헌법적 권리를 가진 이 정부를 점령할 특권을 사는 것처럼 보이는 어떤 양보나 타협에도 동의하느니 차라리 죽음을 택하겠다"고 선언했다.

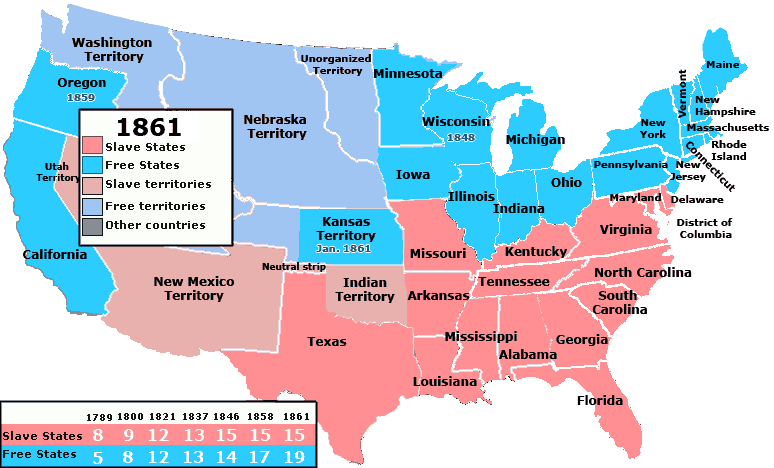
1861년 캔자스주가 편입된 후, 19개의 자유주와 15개의 노예주가 있었다.

링컨은 남부의 탈퇴 위협이 대부분 허풍이며, 1820년과 1850년처럼 분단 위기가 해결될 것이라고 믿었다. 그러나 많은 남부인들은 링컨의 대통령직과 영토 내 노예제 금지에 동의하는 것이 궁극적으로 미국 내 노예제의 소멸로 이어질 것이라고 확신했다. 1860년 12월 20일, 사우스캐롤라이나주는 탈퇴를 결의했고, 이후 40일 동안 다른 6개의 남부 주가 탈퇴했다. 2월에 이 남부 주들은 아메리카 연합국 (CSA)을 결성했고, 2월 9일 제퍼슨 데이비스를 임시 대통령으로 선출했다. CSA의 형성에도 불구하고, 노예 소유 주인 아칸소, 노스캐롤라이나, 테네시, 버지니아, 델라웨어, 메릴랜드, 켄터키, 미주리는 여전히 연방에 남아 있었고, 이 목록의 마지막 네 주, 즉 경계주로 알려진 주들은 결코 탈퇴하지 않았다. 뷰캐넌 대통령과 링컨 당선인은 탈퇴가 불법이라고 선언하며 연합국을 인정하지 않았다.
1861년 2월, 연방을 보존하기 위한 두 가지 마지막 정치적 노력이 있었다. 첫 번째는 21개 주에서 파견된 131명의 대표단이 수도의 윌러드 호텔에서 열린 평화 회담에서 이루어졌다. 이 회담은 이전 크리텐덴 타협과 내용이 유사한 7개 항의 헌법 개정안 제안을 의회에 제출했다. 이 제안은 상원에서 거부되었고 하원에서는 전혀 고려되지 않았다. 두 번째 노력은 주의 국내 제도를 의회의 간섭과 미래의 헌법 개정으로부터 보호하여, 노예제가 이미 존재하는 주에서는 노예제를 보호하되 서부 영토로의 노예제 확장을 허용하지 않는 링컨의 요구 사항을 위반하지 않는 사실상 폐기 불가능한 헌법 개정안이었다. 일반적으로 코윈 수정안으로 알려진 이 조치는 의회의 승인을 받았으며 링컨의 암묵적인 지지를 받았다. 전쟁 몇 주 전, 그는 모든 주지사에게 의회가 헌법을 개정하기 위한 공동 결의안을 통과시켰다고 알리는 편지를 보냈다. 그러나 이 개정안은 곧 지지를 잃었고 몇몇 주에서만 비준되었다.

## 내각 및 행정부 구성
링컨은 선거 당일 밤 내각을 구성하는 과정을 시작했다. 링컨은 나중에 선거 당일 밤에 내각의 일반적인 틀을 만들었다고 회상할 것이다. 링컨은 이전에 이미 그의 행정부 형태에 대해 몇 가지 결정을 내렸을 가능성이 높다.
링컨의 내각 결정은 11월 한 달 내내 더 구체화되었을 가능성이 높다. 이 달 내내 링컨은 수많은 인물들로부터 많은 개인 서신을 읽고 그를 방문한 여러 저명한 정치인들과 대화했다. 그는 또한 시카고에서 부통령 당선인 해니벌 햄린과 몇 차례 만남을 가졌다.
공화당을 단합시킬 내각을 구성하기 위해 링컨은 당의 모든 파벌과 소통하려고 노력했으며, 특히 전 휘그당원과 전 민주당원 간의 균형을 맞추는 데 중점을 두었다. 링컨의 최종 내각은 공화당 후보 지명을 위해 그와 경쟁했던 모든 주요 라이벌들을 포함할 것이었다. 그는 자신보다 훨씬 더 인상적인 경력을 가진 강인한 남성들과 함께하는 것을 주저하지 않았다. 내각 임명자들은 경제 문제에 대해 다른 견해를 가지고 있었지만, 모두 노예제 영토 확장에 반대했다.
첫 번째 내각 직책은 국무장관이었다. 대통령 당선인이 당에서 가장 유력한 (가장 잘 알려지고 인기 있는) 인물에게 가장 선임인 이 내각 직책을 제안하는 것이 전통이었다. 당시 공화당에서는 윌리엄 H. 수어드가 그러한 인물이었다. 1860년 12월 8일, 링컨은 수어드에게 편지를 써서 그를 국무장관으로 지명했음을 알렸다. 또한, 1860년 12월 중순, 해니벌 햄린 부통령 당선인은 링컨을 대신하여 수어드에게 직접 그 직책을 제안했다. 수어드는 1860년 공화당 대통령 후보 지명을 받지 못한 것에 깊이 실망했지만, 링컨의 국무장관으로 봉사하는 데 동의했다. 12월 말까지 링컨은 수어드로부터 그 직책을 수락하겠다는 메모를 받았다.
링컨이 재무장관으로 선택한 인물은 수어드의 주요 정치적 라이벌이었던 오하이오주 미국 상원의원 새먼 P. 체이스였다. 체이스는 노예제를 가능한 한 빨리 폐지하려 했던 공화당의 더 급진적인 파벌의 지도자였다. 수어드 등은 체이스의 강력한 반노예제 기록과 노예 소유주에 대한 회유로 간주될 수 있는 남부와의 어떤 종류의 합의에도 반대했기 때문에 그의 선임을 반대했다. 체이스를 선호했지만, 링컨은 원래 펜실베이니아주 미국 상원의원 사이먼 캐머런에게 그 직책을 제안했다. 12월 30일과 31일 스프링필드 (일리노이주) (링컨이 거주했던 곳)에서 캐머런과 직접 만난 후, 링컨은 12월 31일 캐머런에게 그 직책을 제안하는 편지를 주었다. 그러나 이 선택에 대한 논란이 있은 후, 링컨은 1월 3일 캐머런에게 제안을 철회하는 편지를 썼다.
링컨은 사이먼 캐머런에게 재무장관직 제안을 철회했지만, 캐머런을 전쟁장관으로 선택했다. 캐머런은 영향력이 있었지만 부패했다는 평판 때문에 논란이 많은 선택이었다. 그의 임명은 그의 고향인 펜실베이니아주에서 주지사 당선인 앤드루 G. 커틴과 당 의장 A. K. 매클루어가 이끄는 당 파벌의 반대에 부딪혔다. 그럼에도 불구하고, 취임식 날까지 경쟁 파벌들은 링컨 내각에 적어도 몇몇 펜실베이니아인이 있는 것이 사업 이익에 중요하다는 것을 깨달았고, 캐머런은 전쟁장관이 되었다. 역사가 윌리엄 지에냅은 이 곧 중요해질 직책에 캐머런을 최종 선택한 것이 링컨이 내전을 예상하지 않았다는 명확한 지표라고 믿었다.
메릴랜드주 출신인 몽고메리 블레어는 반노예제 및 경계주 민주당원들 사이에서 인기가 있었으며, 우정청장으로 선택되었다. 그는 링컨의 재임 기간 동안 경계주 출신으로서 링컨 내각에서 봉사한 단 두 명 중 한 명이 될 것이다.
링컨은 해니벌 햄린 부통령 당선인에게 뉴잉글랜드 주 출신을 내각에서 찾아달라고 지시했다. 햄린은 코네티컷주 출신으로 제임스 K. 포크 대통령 아래서 해군부에서 근무했던 전 민주당원인 기디언 웰스를 추천했다. 다른 영향력 있는 공화당원들도 동의했고, 웰스는 해군장관이 되었다.
내무장관 직책에는 링컨과 같은 유형의 중서부 유권자를 대표하는 전 휘그당원인 인디애나주 출신의 케일럽 블러드 스미스가 선택되었다. 그의 비평가들은 그의 일부 철도 사업을 비난하고, 그가 도우페이스라고 비난하며, 고위 정부 직책에 대한 그의 지적 능력을 의문시했다. 결국, 스미스가 내무장관으로 선택된 것은 링컨을 위한 그의 선거 운동 노력과 그들의 우정과 밀접한 관련이 있었다.

## 워싱턴 D.C. 도착
1861년 2월 11일, 링컨은 다음 2주 동안 그를 수도로 데려다 줄 특별 열차에 탑승했다. 링컨은 고향인 스프링필드, 일리노이를 떠나면서 특히 감동적인 고별 연설을 했다. 그는 살아있는 채로 스프링필드에 다시는 돌아오지 못했다. 링컨은 기차 여행 동안 매일 여러 차례 연설하며 북부 전역의 군중과 의회에 연설했다. 그의 연설은 대부분 즉흥적이었지만, 그의 메시지는 일관적이었다. 그는 남부에 대해 적대적인 의도가 없으며, 분열은 용납될 수 없고, 법을 집행하고 재산을 보호할 의도가 있었다.

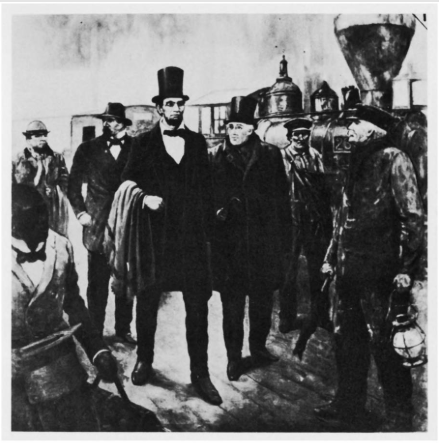
윌리엄 H. 존슨과 함께 워싱턴 D.C.에 도착하는 링컨, 1861년

여행 동안 링컨을 살해하려는 다양한 음모에 대한 소문이 만연했다. 새뮤얼 펠턴, 필라델피아, 윌밍턴 및 볼티모어 철도 사장은 탐정 앨런 핑커톤을 고용하여 탈퇴주의자들이 철도를 파괴하려 할 수 있다는 보고를 조사하게 했다. 핑커톤은 조사 과정에서 볼티모어에서 링컨의 생명을 노리는 시도가 있을 것이라는 정보를 입수했다. 위협의 결과로 여행 일정이 변경되었고, 다른 교통을 위해 철로가 폐쇄되었으며, 보안을 강화하기 위해 전신선까지 절단되었다. 링컨과 그의 일행은 2월 23일 새벽 3시경 볼티모어 시내를 통과했고, 음모를 피하여 몇 시간 후 실질적인 군사 경비가 배치된 수도에 안전하게 도착했다. 공개된 일정에서 예고 없이 출발한 것과 링컨이 낮은 자세를 유지하기 위해 입었던 비정상적인 복장은 비평가들과 만화가들이 그가 변장하고 워싱턴에 몰래 들어왔다고 비난하게 만들었다. 링컨은 워싱턴에 도착한 직후 뷰캐넌과 의회 지도자들을 만났다. 그는 또한 공화당 상원의원들을 만나 피드백을 얻으며 내각 구성을 완료하기 위해 노력했다. 그의 취임식은 3월 4일에 열렸다.

### 인용된 자료
- Burlingame, Michael (2008). 《Abraham Lincoln: A Life.》 1. Johns Hopkins University Press. ISBN 978-0-8018-8993-6.
- Donald, David Herbert (1996). 《Lincoln》. New York: Simon & Schuster. ISBN 978-0-684-82535-9.
- Edgar, Walter B. (1998). 《South Carolina: A History》. Columbia, SC: University of South Carolina Press. ISBN 978-1-57003-255-4.
- Gienapp, William A. Abraham Lincoln and Civil War America (2002) ISBN 0-19-515099-6
- Holzer, Harold. Lincoln President-elect: Abraham Lincoln and the Great Secession Winter, 1860-1861 (2008) ISBN 978-0-7432-8947-4
- Lupton, John A. (2006). 《Abraham Lincoln and the Corwin Amendment》. 《Illinois Heritage》 9. 34쪽. 2016년 8월 24일에 원본 문서에서 보존된 문서.
- Nicolay, John G.; Hay, 존 헤이 (1890). 《Abraham Lincoln: A History, Vol. 3》 (PDF). New York: The Century Co. 2021년 5월 26일에 확인함.
- Paludan, Phillip Shaw (1994). 《The Presidency of Abraham Lincoln》. University Press of Kansas. ISBN 0-7006-0671-8.
- Potter, David M. (1977). 《The Impending Crisis: America Before the Civil War, 1848-1861》. New York: HarperCollins. ISBN 978-0-06-131929-7.
- Stahr, Walter (2012). Seward: Lincoln's Indispensable Man. New York: Simon & Schuster. ISBN 978-1-4391-2116-0
- Thomas, Benjamin P. (1952). “Abraham Lincoln: A Biography”. 2012년 5월 29일에 원본 문서에서 보존된 문서. 2021년 5월 26일에 확인함.
- White, Ronald C. (2009). 《A. Lincoln: A Biography》. New York: Random House. ISBN 978-1-58836-775-4.